# Affaire conclue
Affaire conclue est une émission de télévision française diffusée sur France 2 depuis le 21 août 2017 et présentée par Sophie Davant d'août 2017 à août 2023 puis par Julia Vignali depuis le 28 août 2023.

## Historique
Il s'agit d'une adaptation de l'émission Bares für Rares (littéralement « De l'argent pour une pépite ») créée et diffusée les après-midis depuis le 3 août 2013 par la chaîne de télévision publique allemande ZDF. Comme sa consœur allemande, l'émission est produite par Warner Bros. International Télévision Production.
Initialement l'émission devait être présentée par Stéphane Bern qui l'a refusée pour ne pas être dans des domaines similaires avec son émission Secrets d'Histoire.
À l'origine, l'émission était diffusée d'août à décembre 2017 du lundi au vendredi à 16 heures. Depuis le 8 janvier 2018, l'émission a remplacé Chéri(e), c'est moi le chef !. Deux numéros sont depuis diffusés du lundi au vendredi : le premier décalé à 16 h 15 et le deuxième à 17 heures.

## Principe
Des vendeurs font expertiser un objet ou un ensemble d'objets par un expert et commissaire priseur. Après estimation, le vendeur choisit d'aller ou non en salle des ventes où cinq acheteurs professionnels décident d'enchérir ou non sur le ou les objets. Après la fin des enchères, le vendeur a le choix de retirer son bien ou de le vendre au plus offrant ou, au choix de l'acheteur, à la même enchère.

## Présentateurs
- Sophie Davant : du 21 août 2017 au 27 août 2023 (saisons 1 à 6, invitée saison 7)[5]
- Julia Vignali : à partir du 28 août 2023 (depuis la saison 7)[6]

## Commissaires-priseurs
Dans un premier temps, les vendeurs potentiels font expertiser leurs objets à vendre par un commissaire-priseur, parmi les suivants :

### Actuels
- Enora Alix (depuis la saison 1)[7] ;
- Marylou Combalier (depuis la saison 5)[réf. souhaitée] ;
- Yves Cosqueric (depuis la saison 1)[8] ;
- Diem Crenais (depuis la saison 2)[9] ;
- Jérôme Duvillard (depuis la saison 1)[10] ;
- Delphine Fremaux-Lejeune (depuis la saison 3)[11] ;
- Harold Hessel (depuis la saison 1)[12] ;
- Elsa Joly-Malhomme (depuis la saison 3)[13] ;
- Marc Labarbe (depuis la saison 4)[14] ;
- Salomé Pirson (depuis la saison 5)[15] ;
- Léonard Pomez (depuis la saison 8)[16] ;
- Marie Renoir (depuis la saison 1)[17] ;
- Violette Stcherbatcheff  (depuis la saison 8)

### Anciens
- Dorothée Galludec (saisons 1 à 7) ;
- Patricia Casini-Vitalis (saisons 1 à 6)[18] ;
- Nicolas Constanty (saisons 4 à 5)[19] ;
- Hélène Dabernat (saison 6)[20] ;
- Grégoire Debuire (saisons 1 à 2)[21] ;
- Bertrand Cornette de Saint-Cyr (saisons 3 à 5)[réf. souhaitée] ;
- Astrid Guillon (saison 5)[réf. souhaitée]

### Autres professionnels
Au cours de la saison 6, des professionnels de l'art accompagnent les commissaires-priseurs dans leurs expertises :
- Anaïs Peubez, restauratrice (saison 6) ;
- Frédéric Brossy, ébéniste (saison 6) ;
- Camille Laire, restauratrice (saison 6)[22] ;
- Catherine Polnecq, restauratrice (saison 6)[22]

## Acheteurs professionnels
- Si vous ne connaissez pas le sujet, laissez ce bandeau (vous pouvez alors contacter les auteurs).
- Si vous supprimez le contenu mis en cause (vous pouvez préalablement contacter les auteurs),

argumentez précisément cette suppression dans la page de discussion
(un manque de référence n'est pas un argument ; une recherche réelle de référence doit avoir été effectuée, être formellement documentée).

### Acheteurs actuels
- François Cases Bardina (depuis août 2017)[23],[24] ;
- Anne-Catherine Verwaerde (depuis août 2017)[25] ;
- Bernard Dumeige (depuis août 2017)[26] ;
- Stéphane Vanhandenhoven (depuis janvier 2018)[27] ;
- Leticia Blanco (depuis janvier 2018) ;
- Caroline Margeridon (depuis janvier 2018) ;
- Diane Chatelet (depuis novembre 2018)[28] ;
- Paul Azzopardi (depuis novembre 2018) ;
- Marie du Sordet (depuis septembre 2019) ;
- Djamel Bentenah (depuis septembre 2019) ;
- Damien Tison (depuis février 2020) ;
- Johan Ledoux (depuis février 2020) ;
- François-Xavier Renou (depuis août 2020) ;
- Adeline Jaquet (depuis avril 2021) ;
- Aurore Morisse (depuis mai 2021) ;
- Johan Hennart (depuis avril 2022) ;
- Arnaud Cabri-Wiltzer (depuis avril 2022) ;
- Michel Bimier (depuis mai 2022)[29] ;
- Sébastien Delcampe (depuis février 2023) ;
- Georges Van Cauwenbergh (depuis mai 2023) ;
- Lætitia Mercier (depuis juin 2023) ;
- Laurent Fernandez (depuis juin 2023) ;
- Nathalie Cassinis (depuis août 2023) ;
- Christine Metais (depuis mars 2024) ;
- Jean-Baptiste Bouvier (depuis mai 2024) ;
- Karim Azmani (depuis septembre 2024).

### Anciens acheteurs
- Alain Laugier (d'août 2017 à avril 2018) ;
- Pierre-Jean Chalençon  (d'août 2017 à juillet 2020) ;
- Julien Cohen (d'août 2017 à mai 2022) ;
- Alexandra Morel (d'août 2017 à mai 2022) ;
- Gerald Watelet (de janvier 2018 à octobre 2024) ;
- Mathieu Momein (de février à septembre 2018) ;
- Hugues Amouret (d'octobre 2018 à avril 2019) ;
- Caroline Pons (de novembre 2018 à janvier 2025) ;
- Eric Bachelet (novembre 2018) ;
- Christophe Métral (de février à avril 2019) ;
- Didier Bonnal-Ruan (de février à octobre 2019) ;
- Clément Anger (de novembre 2020 à mai 2023) ;
- Laurent Journo (de janvier 2021 à mai 2022) ;
- Glorian Kabongo (janvier 2021 à avril 2025) (décédé le 19 février 2025)[30]  ;
- Cynthia Conte (de mars 2022 à janvier 2023) ;
- Christophe Servant (de mars 2022 à janvier 2023) ;
- Jérôme Lefranc (d'avril 2022 à mai 2024) ;
- Ayann Goses (d'octobre 2022 à août 2023) ;
- Léo Lefèvre (de mars 2023 à septembre 2023) ;
- Marlène Boumendil (de mars 2023 à août 2023) ;
- Baptiste Lefèvre (de mars 2023 à janvier 2024) ;
- Ingrid Rinaudo (d'avril 2023 à avril 2024) ;

## Ventes records
La qualité des objets permet à l'émission de battre les records d'enchères au fil des mois.
| Rang | Date                   | Objet | Vente     | Acheteur            | Version de l'émission            |
| ---- | ---------------------- | --- | --------- | ------------------- | -------------------------------- |
| 1    | mardi 8 juin 2021      | Un miroir de sorcière de Line Vautrin                                                                       | 127 000 € | Benoît Charraudeau, | Affaire conclue : Le prime       |
| 2    | mardi 12 octobre 2021  | Un guéridon de Louis Majorelle                                                                              | 60 000 €  | Caroline Pons       | Affaire conclue : Le prime       |
| 3    | mardi 10 janvier 2023  | Une sphère d'isolement de Maurice-Claude Vidili                                                             | 45 000 €  | Caroline Margeridon | Affaire conclue : Le prime       |
| 4    | mardi 25 janvier 2022  | Une sculpture L'Ami de Picasso d'Arman                                                                      | 39 000 €  | Caroline Margeridon | Affaire conclue remonte le temps |
| 5    | mardi 14 décembre 2021 | Un bronze de l'artiste russe Eugène Lanceray                                                                | 32 000 €  | Clément Anger       | Affaire conclue : Le prime       |
| 6    | mardi 14 décembre 2021 | Une statue en chryséléphantine de Maurice Guiraud-Rivière                                                   | 30 000 €  | Damien Tison        | Affaire conclue : Le prime       |
| 6    | mardi 8 juin 2021      | Une urne cinéraire en marbre de Carrare d'époque flavienne                                                  | 30 000 €  | Olivier Chenel      | Affaire conclue : Le prime       |
| 6    | mardi 10 janvier 2023  | Une Jeep Willys des années 1940, ayant participé au débarquement de Normandie de la Seconde Guerre mondiale | 30 000 €  | Pascal              | Affaire conclue : Le prime       |
| 9    | mardi 20 juin 2023     | Un miroir soleil de Line Vautrin                                                                            | 26 100 €  | Damien Tison        | Affaire conclue : En régions     |
| 10   | mardi 10 janvier 2023  | Une robe d'Édith Piaf utilisée lors de l'un de ses 100 Olympia en 1957                                      | 24 000 €  | Sébastien Delcampe  | Affaire conclue : Le prime       |

## Déclinaisons

### Affaire conclue: «La Vie des objets»
En cinq minutes et en fin d'épisodes, cette rubrique met en avant la restauration de certains objets qui ont été acquis depuis le début de l'année 2018 par les différents acheteurs.

### Affaire conclue:«La Chasse aux objets»
Deux des acheteurs se rendent chez deux vendeurs qui, ayant plusieurs objets à vendre, avaient contacté la production pour participer à la quotidienne. Les vendeurs viendront ensuite en studio pour l'expertise et la vente comme dans l'émission quotidienne, à la différence que les résultats deviennent un challenge entre les deux coachs. L'emporte celui qui aura la différence la plus importante entre l'estimation et la vente de l'objet. Cette rubrique est choisie pour une diffusion dominicale.

### Affaire conclue:«Le Duel des Brocantes»
Cette déclinaison de l'émission a été diffusée en deuxième partie de soirée, à la suite du prime du 10 septembre 2019 et est diffusée occasionnellement en prime-time à partir du 11 janvier 2020.
Le principe : deux équipes de deux acheteurs de l'émission sont en compétition pour dénicher, au sein de deux brocantes différentes, l'objet qui fera la meilleure plus-value.

### Affaire conclueen prime-time
Cette formule a été diffusée pour la première fois le 10 mai 2018. Contrairement à la version quotidienne, l'émission est tournée hors du lieu de tournage habituel. De plus, les vendeurs sont confrontés à sept acheteurs, au lieu de cinq habituellement. Les biens proposés à la vente sont également plus précieux que la majeure partie des objets vendus dans les émissions quotidiennes. Au milieu des vendeurs anonymes, des célébrités viennent vendre des objets leur appartenant, au profit d'associations.

## Audiences
La première semaine, l'émission réunit en moyenne 343 000 téléspectateurs soit 5,4 % du public. La deuxième semaine, le programme fédère en moyenne 433 000 téléspectateurs, soit 6 % du public. L'émission enregistre une semaine record lors de sa sixième semaine de diffusion avec 465 000 personnes en moyenne soit 7,7 % de part d'audience (PDA), et à nouveau lors de sa septième semaine avec 530 000 personnes (8,6 % de PDA).
L'émission progresse en audience de mois en mois, jusqu'à atteindre 966 000 téléspectateurs en avril 2018. Une émission prime-time d'Affaire conclue, diffusée le jeudi 10 mai 2018 à 20 h 55, parvient à une troisième place d'audience TNT avec 11,8 %, derrière Astérix aux Jeux olympiques sur TF1 et Les Neiges du Kilimlandjaro sur France 3, programmes déjà diffusés.
Le 17 octobre 2018, le programme rassemble 1,47 million de téléspectateurs selon Médiamétrie, soit 18,9 % du public de quatre ans et plus. Il s'agit alors d'un record sur les deux indicateurs. Une douzaine de jours plus tard, le 29 octobre 2018, le programme réuni 1,65 million de téléspectateurs (soit 16,3 % du public) et le 1er novembre 2018 1,76 million. Enfin, le 15 novembre 2018, l'émission bat une nouvelle fois son record, avec 1,77 million de téléspectateurs pour 19,9 % de part d'audience. Le record de téléspectateurs est battu le 20 novembre, avec 1,92 million de personnes soit 19,5 %.
Le 28 août 2023, pour l'arrivée de Julia Vignali à la tête de l'émission, 911 000 personnes ont regardé le premier numéro pour 14,5 % de parts de marché et 1,28 million de personnes étaient devant le deuxième numéro ce qui correspond à 16,3 % du public. À titre de comparaison, lors de la rentrée 2022 de Sophie Davant à la tête de l'émission avait réuni 716 000 téléspectateurs soit 11,5 % du public pour le premier numéro et 979 000 soit 13,7 % pour le second.

## Lieux de tournage
L'émission a été tournée depuis son lancement fin août 2017 à fin 2022 dans les ateliers Christofle à Saint-Denis.
L’émission a quitté ce lieu historique de la manufacture française fin 2022 et a investi, à la mi-janvier 2023, un hangar de plus de 2 000 mètres carrés situé dans le bâtiment 261, 29 avenue des Chemins de fer industriels à Aubervilliers (Seine-Saint-Denis)[réf. nécessaire].
Le nouveau décor est dévoilé lors de l'émission du 27 février 2023.

## Jeu de société
Depuis le 28 août 2020, un jeu de société s'appuyant sur le concept de l'émission est disponible. Il est édité par Dujardin.